# Книга Ілая
«Кни́га Іла́я» (англ. The Book of Eli) — американський постапокаліптичний фільм-екшн 2010 року із Дензелом Вашингтоном та Ґері Олдменом у головних ролях.
Прем'єра фільму відбулася 15 січня 2010 року.

## Сюжет
Події відбуваються в США через 30 років після апокаліптичних подій (Ядерна Війна). Уцілілі люди живуть із нестачею води, їжі та засобів гігієни.
Чоловік на ім'я Ілай, вдало захищаючи себе від крадіїв та хуліганів, прямує до Західного узбережжя США. У пошуку води він завітав до містечка, де хазяїном є дехто на ім'я Карнегі. Карнегі намагається відбудувати більше міст і володарювати над ними. Для цього він утримує власну банду, яка розшукує йому книгу. Мало хто з тих, хто вижив після Ядерної війни, вміє читати, тому й книгу не так просто розшукати. Оточуючі не розуміють, навіщо Карнегі якась книга, але він пояснює, що ця книга творить дива — вона зможе знову об'єднати людей.
Аж ось, Карнегі дізнається, що в Ілая також є книга. Спочатку він пропонує чоловікові віддати її. Проте Ілай не погоджується і не розповідає про свою книгу. Тоді Карнегі пропонує Ілаєві подумати до ранку. Коханка Карнегі Клавдія приносить Ілаєві води й їжі. Також Карнегі посилає до Ілая доньку Клавдії Солару, аби та звабила чоловіка і змусила його віддати книгу.
Проте Ілай не піддається на зваблення Солари і натомість запрошує її поїсти разом із ним. Під час їжі він розповідає їй, як треба молитися.
На ранок Солара промовляє молитву під час сніданку із матір'ю. Карнегі підслухав це і змусив Солару розповідати, що говорив Ілай про свою книгу. Солара відповідає, що вона нічого не знає, але на книзі було зображено хрест (показує його пальцями). Карнегі розуміє, що в Ілая Біблія — саме та книга, яка потрібна йому. Він посилає своїх людей за Ілаєм, проте Ілай втікає з їхнього міста. А Солара втікає разом із ним.
Ілай розповідає, що головною причиною війни було знищити Біблію. Уціліла лише Біблія Ілая. Приблизно через рік після вибуху Ілай почув голос, який вів його до місця, де Ілай знайшов книгу. Ілай повинен прямувати до місця, де Книгу буде врятовано.
Із часом Ілай та Солара натрапляють на будиночок, де його мешканці Марта і Джордж пригощають їх чаєм. Там їх наздоганяють Карнегі та його помічники. Карнегі вимагає Ілая віддати книгу, або він уб'є Солару. Солара, розуміючи цінність книги, просить Ілая не віддавати її. Але Ілай розповідає Карнегі, де книга. Той забирає її, стріляє Ілаєві у живіт та від'їжджає з Соларою.
У дорозі Солара тікає, повертається до будинку. Солара і поранений Ілай продовжують шлях на Захід, доки не добираються Золотих воріт. Там вони приходять до місця, де відновлюють знання людства після Ядерної війни. Там людей будуть вчити того, що вони втратили. Ілай повідомляє їх, що має Біблію короля Якова.
Карнегі відкриває Біблію, проте вона виявляється книгою для сліпих.
Куратор Ломбарді хоче побачити книгу, проте сліпий Ілай, що щодня читав Біблію, пропонує кураторові записувати з його слів.
Біблію починають друкувати в Алькатрасі.
Після смерті Ілая Солара з його зброєю повертається на схід.

## У ролях
| Актор              | Роль     |
| ------------------ | -------- |
| Дензел Вашингтон   | Ілай     |
| Ґері Олдмен        | Карнегі  |
| Міла Куніс         | Солара   |
| Рей Стівенсон      | Редрідж  |
| Дженніфер Білз     | Клавдія  |
| Майкл Ґембон       | Джордж   |
| Еван Джонс         | Мертц    |
| Том Вейтс          | інженер  |
| Малкольм Макдавелл | Ломбарді |
| Френсіс де ла Тур  | Марта    |

## Касові збори
У США фільм зібрав $93,974,961, у решті світу — $35,286,786. Загалом — $129,261,747

## Критика
На сайті Rotten Tomatoes кінострічка отримала 71 схвальний відгук і 86 негативних (загалом — 157 голосів). Рейтинг «Книги Ілая» становить 45 % або 5,3 з 10 можливих.
На сайті Metacritic 33-ма критичними відгуками кінострічка здобула рейтинг у 53 %.

## Нагороди та номінації
- 2010 — три номінації на премію «Сатурн»: найкращий науково-фантастичний фільм, найкращий актор (Дензел Вашингтон), найкращий грим.

## Український дубляж
Фільм перекладено і озвучено на студії «Tretyakoff production» на замовлення «Aurora Distribution».